# Imad Baddou
Imad Baddou est un judoka marocain. Il est médaillé de bronze aux Championnats d'Afrique 2001.

## Palmarès
| Année | Compétition            | Lieu    | Résultat | Catégorie       |
| ----- | ---------------------- | ------- | -------- | --------------- |
| 2001  | Championnats d'Afrique | Tripoli | 3e       | Moins de 100 kg |